# Грантсбург (містечко, Вісконсин)
Грантсбург (англ. Grantsburg) — місто (англ. town) в США, в окрузі Бернетт штату Вісконсин. Населення — 1174 особи (2020).

## Демографія
Згідно з переписом 2010 року, у місті мешкало 1136 осіб у 447 домогосподарствах у складі 316 родин. Було 589 помешкань
Расовий склад населення:
| - 96,4 % — білих - 1,0 % — корінних американців - 0,6 % — чорних або афроамериканців - 0,4 % — азіатів |

До двох чи більше рас належало 1,1 %. Частка іспаномовних становила 2,1 % від усіх жителів.
За віковим діапазоном населення розподілялося таким чином: 24,6 % — особи молодші 18 років, 61,8 % — особи у віці 18—64 років, 13,6 % — особи у віці 65 років та старші. Медіана віку мешканця становила 43,1 року. На 100 осіб жіночої статі у місті припадало 113,9 чоловіків;  на 100 жінок у віці від 18 років та старших — 112,1 чоловіків також старших 18 років.
Середній дохід на одне домашнє господарство  становив 59 047 доларів США (медіана — 54 091), а середній дохід на одну сім'ю — 69 660 доларів (медіана — 57 500). Медіана доходів становила 45 682 долари для чоловіків та 29 792 долари для жінок. За межею бідності перебувало 10,9 % осіб, у тому числі 14,7 % дітей у віці до 18 років та 6,7 % осіб у віці 65 років та старших.
Цивільне працевлаштоване населення становило 585 осіб. Основні галузі зайнятості: освіта, охорона здоров'я та соціальна допомога — 24,8 %, виробництво — 23,6 %, роздрібна торгівля — 12,0 %, транспорт — 7,2 %.